# جورج دبليو. ك. بيكر
جورج دبليو. ك. بيكر (بالإنجليزية: George W. C. Baker)‏ هو سياسي أمريكي، ولد في 28 سبتمبر 1872، وتوفي في 13 أبريل 1953. حزبياً، نشط في الحزب الجمهوري.